# 原懶猴
原懶猴（Pronycticebus）是生存於始新世中期至末期的兔猴型下目。牠有一組差不多完整的標本在德國發現的。

## 形態
原懶猴在每隻腳的第二趾都有爪，很像現今的原猴。牠的齒式是2:1:4:3。原懶猴有顱骨外凸及眶後棒。牠們的眼眶很大，可能是夜間或拂曉活動的。牠有較大的陰莖骨，體重約為825克。

## 分佈
原懶猴生活在歐洲現今的德國。

## 運動
基於原懶猴的肢骨形態，相信牠們是四足行走的，且會跳躍及攀爬。牠們較假熊猴亞科少跳躍，且較兔猴科少用四足行走。

## 外部連結
- http://members.tripod.com/cacajao/pronycticebus_neglectus.html （页面存档备份，存于）
- http://www.aim.unizh.ch/StaffofInstitute/AffResearchers/uthal/Publications.html%5B%5D
- Mikko's Phylogeny Archive